# Ворошиловский район (Ростов-на-Дону)
Ворошиловский район — административно-территориальная единица, один из восьми районов города Ростова-на-Дону. Был образован Указом президиума Верховного Совета РСФСР от 28 августа 1985 года. Он назван в честь советского военачальника, государственного и политического деятеля, маршала Советского Союза Климента Ефремовича Ворошилова.

## История
28 августа 1985 года в соответствии с Указом Президиума Верховного Совета РСФСР в городе Ростове-на-Дону был разукрупнён Октябрьский район, из состава которого был выделен новый административный район города, получивший наименование Ворошиловский.
Границы района с юга — по железнодорожной линии (проходящей по середине улицы Нансена) от проспекта М.Нагибина до улицы Страны Советов, с запада — по проспекту М.Нагибина (до площади Ленина) и далее по улице Погодина и далее по руслу реки Темерник, с севера — граница района проходит по Щепкинской балке, включая Северное кладбище и Щепкинский лес, с востока — границы района проходят вдоль балки Камышеваха от плотины Ростовского моря и далее по промышленной зоне, исключая территорию Ростсельмаша на юг до улицы Врубовой и далее до железной дороги (по улице Нансена). В границах района расположено крупнейшее Северное кладбище.
Ворошиловский район в основном сформировался из большей части Октябрьского района города. В состав нового городского района вошли крупные промышленные предприятия Ростова-на-Дону, такие как «Роствертол», «Горизонт»,"Электроаппарат", полиграфическая фабрика «Малыш». Впоследствии последние три предприятия прекратили своё существование. На базе бывшего завода «Горизонт» размещён торгово-развлекательный комплекс, который заимствовал название от некогда крупного завода.
В состав района вошли Северный жилой массив и бывшие посёлки: Дачный, Автосборочный, Мясникован.
Интенсивная застройка Северного жилого массива пришлась примерно на середину 1970-х годов, но наиболее активное строительство началось в 1980-е годы, когда возводились не только многоквартирные жилые дома, но и объекты социального назначения: школы и детские сады, учреждения здравоохранения, предприятия торговли и общественного питания, развивалась транспортная инфраструктура, включая прокладку трамвайных и троллейбусных линий, строительство мостов и путепроводов.
Центральной улицей Ворошиловского района является бульвар Комарова, на котором расположены здания районной администрации, Дома бытовых услуг, торгово-развлекательный комплекс «Парк», парк «Дружба», мемориалы в честь воинов-«афганцев» и ликвидаторам аварии на Чернобыльской АЭС, гипермаркет «Окей», теннисный корт и другие объекты.
Основные транспортные магистрали района: проспекты М. Нагибина, Ленина, Космонавтов, Королёва, улицы Добровольского, Волкова, Орбитальная, Евдокимова.

## Население
| 1989     | 2002     | 2009     | 2010     | 2012     | 2013     | 2014     |
| -------- | -------- | -------- | -------- | -------- | -------- | -------- |
| 192 962  | ↗203 356 | ↘200 926 | ↗212 848 | ↘212 709 | ↗213 802 | ↗215 356 |
| 2015     | 2016     | 2017     | 2018     | 2019     | 2020     | 2021     |
| ↗216 269 | ↗217 818 | ↗218 439 | ↗219 037 | ↗219 696 | ↗220 202 | ↗222 591 |

## Экономика
В Ворошиловском районе имеются промышленные предприятия, в том числе крупнейшее — ОАО Роствертол.
Основу экономики района составляют предприятия торговли и сферы обслуживания. Имеется крупный крытый «Северный рынок», продовольственные рынки «Квадро» и «Шайба», крупные торговые центры «Горизонт», «Вавилон», «Парк», «Орбита», а также другие менее крупные предприятия торговли.
В районе 625 малых предприятий, развивается система малого предпринимательства.

## Социальная сфера
Медицина
На территории района имеются медицинские учреждения, среди них одна из крупных в городе Больница скорой медицинской помощи (бывшая БСМП № 2), а также Южный окружной медицинский центр ФМБА России Ростовская клиническая больница (бывшая больница водников), Перинатальный центр, Госпиталь МВД России, городские поликлиники для взрослых № 5 и 16, включая их филиалы, а также детская поликлиника № 17, включая её филиалы и другие муниципальные и частные лечебные учреждения.
Образование
На территории района расположены Академия психологии и педагогики Южного федерального университета, филиал Российского университета правосудия, Южный университет (ИУБиП), педагогический колледж.
В районе 18 средних общеобразовательных учреждений (2 лицея, 3 гимназии и 13 школ), 19 дошкольных образовательных учреждения, 4 спортивные школы, Центр детского творчества Ворошиловского района, детская школа искусств.
Культура и спорт
В районе имеются:
- Парк «Дружба» с комплексом водохранилищ (Верхнее и Нижнее), аквапарк «Осминожек», крытый аквапарк «Н2О».
- Дворец культуры «Роствертол».
- Стадионы «СКА» и «Авангард».
- Кинотеатры «Орбита», «Чарли», «Кинополис», «Горизонт».
- Информационно-библиотечный центр имени Гагарина (открыт в 2001 году), действует более 500 кружков и секций, в которых занимаются не только дети и подростки, но и другие жители района разных возрастов.

Памятники и мемориалы
- Памятник В. И. Ленину (площадь Ленина).
- Памятник Ю. А. Гагарину (в сквере на проспекте Королёва).
- Памятник И. Х. Баграмяну (в парке «Дружба»).
- Мемориал погибшим воинам-интернационалистам (бул. Комарова).
- Памятник ликвидаторам аварии на Чернобыльской АЭС (бул. Комарова).
- Памятник регионального значения Сурб-Хач в посёлке Мясникован.
- Памятник-монумент «Вертолёт МИ-24В» (ул. Новаторов).

Жилые районы

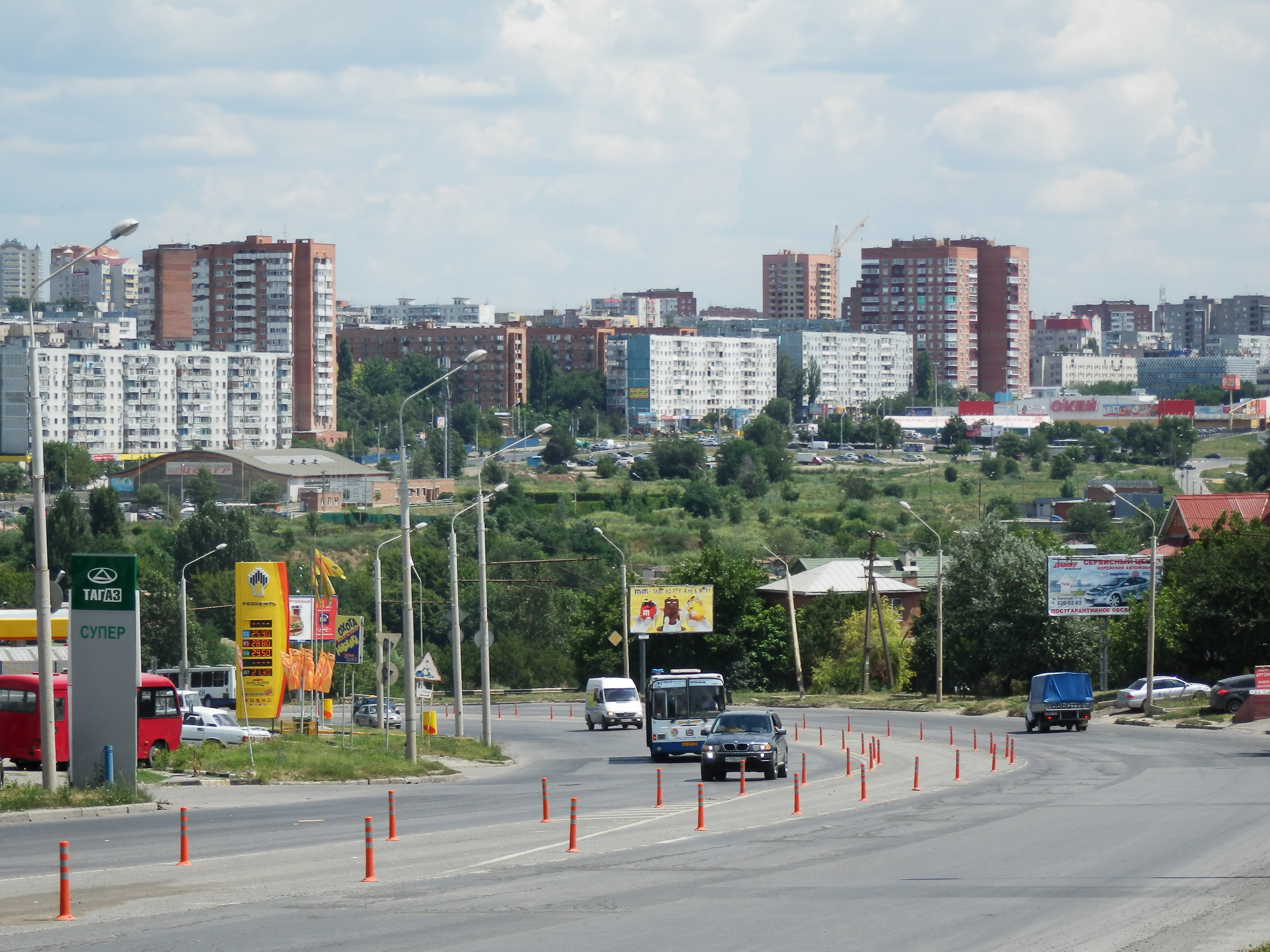
Вид на Северный жилой массив со стороны ул. Неклиновской

В северной части района, за Северным водохранилищем расположен самый крупный жилой район города Ростова-на-Дону Северный жилой массив, застроенный исключительно многоэтажными жилыми домами и объектами социальной инфраструктуры. Северный жилой массив разделён на 12 микрорайонов.
Новое жилищное строительство ведётся на свободных территориях, а также на бывших производственных базах. Построены новые крупные жилые комплексы: «Сердце Ростова-1», «Сердце Ростова-2» (на территории бывшего Октябрьского трамвайно-троллейбусного депо), «Звёздный», «Норд», «Ленинские горки» и другие.

## Культовые сооружения
На территории Ворошиловского района расположены культовые сооружения:
- Храм в честь Казанской иконы Божией Матери
- Покровский храм (Северное кладбище)
- Александро-Невская церковь
- Никольский храм
- Церковь Петра и Февроньи
- Церковь Дмитрия Донского
- Часовня св. Ирины
- Соборная мечеть
- Северное кладбище
- Кладбище посёлка Мясникован